# Firenze Fiera
Firenze Fiera è la società che gestisce le principali strutture adibite ad ospitare eventi, congressi, meeting ed esposizioni nella città di Firenze.
Le strutture che ospitano le varie manifestazioni nazionali ed internazionali sono la Fortezza da Basso, il Palazzo dei Congressi e il Palazzo degli Affari. Le tre strutture sono tra di loro contigue e si trovano nella zona del centro storico di fronte alla grande stazione di Firenze Santa Maria Novella.
Firenze Fiera è partner principale del Firenze Convention Bureau, società non profit che ha come mission la promozione della destinazione come sede di congressi ed eventi a livello internazionale.

## Strutture
La copertura degli spazi espositivi di Firenze Fiera arriva a 65.000 m² al coperto e più di 100.000 m² totali, potendo ospitare fino a 20.000 persone contemporaneamente.

### Palazzo dei Congressi

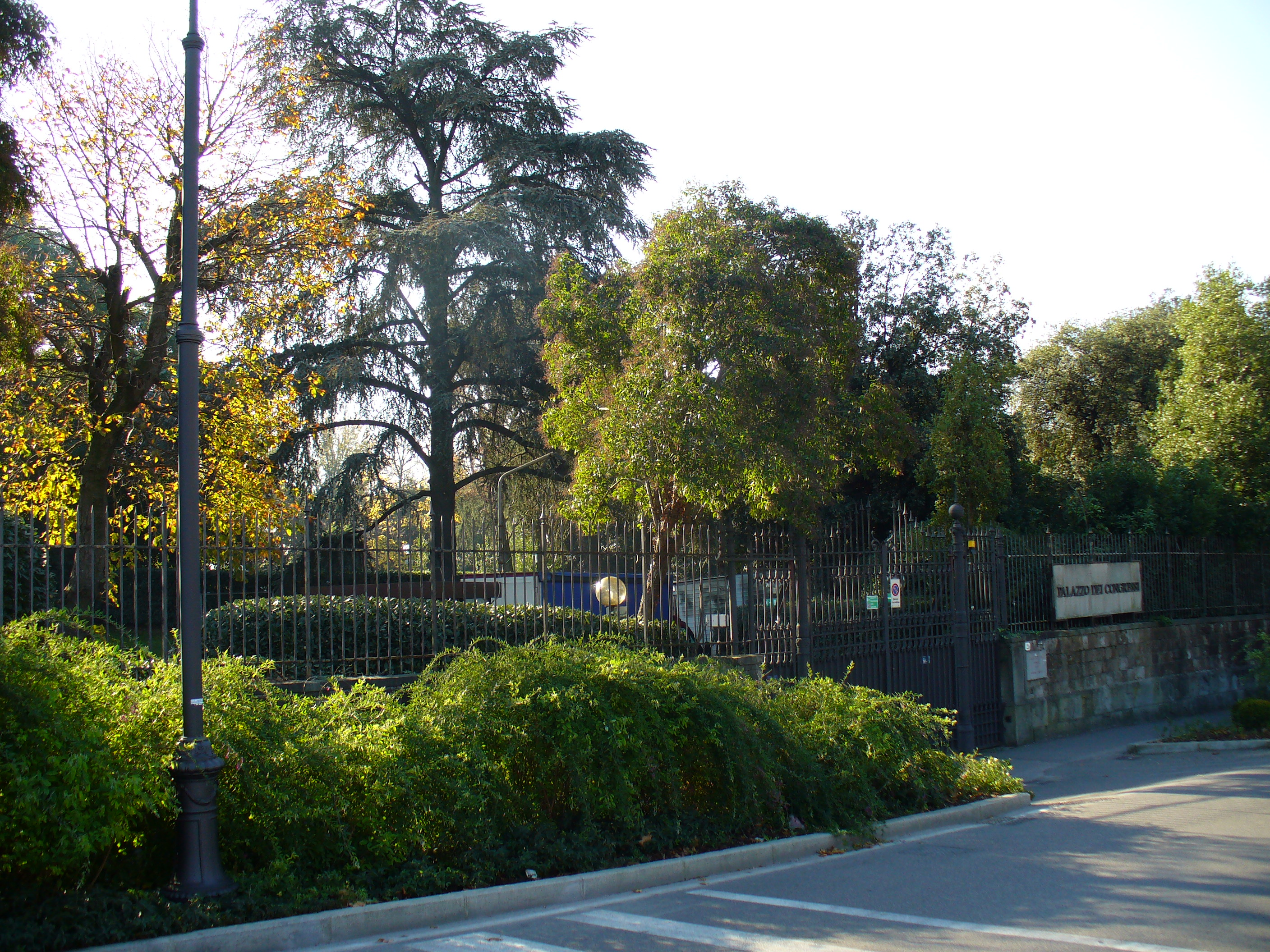
Un ingresso del Palazzo dei Congressi

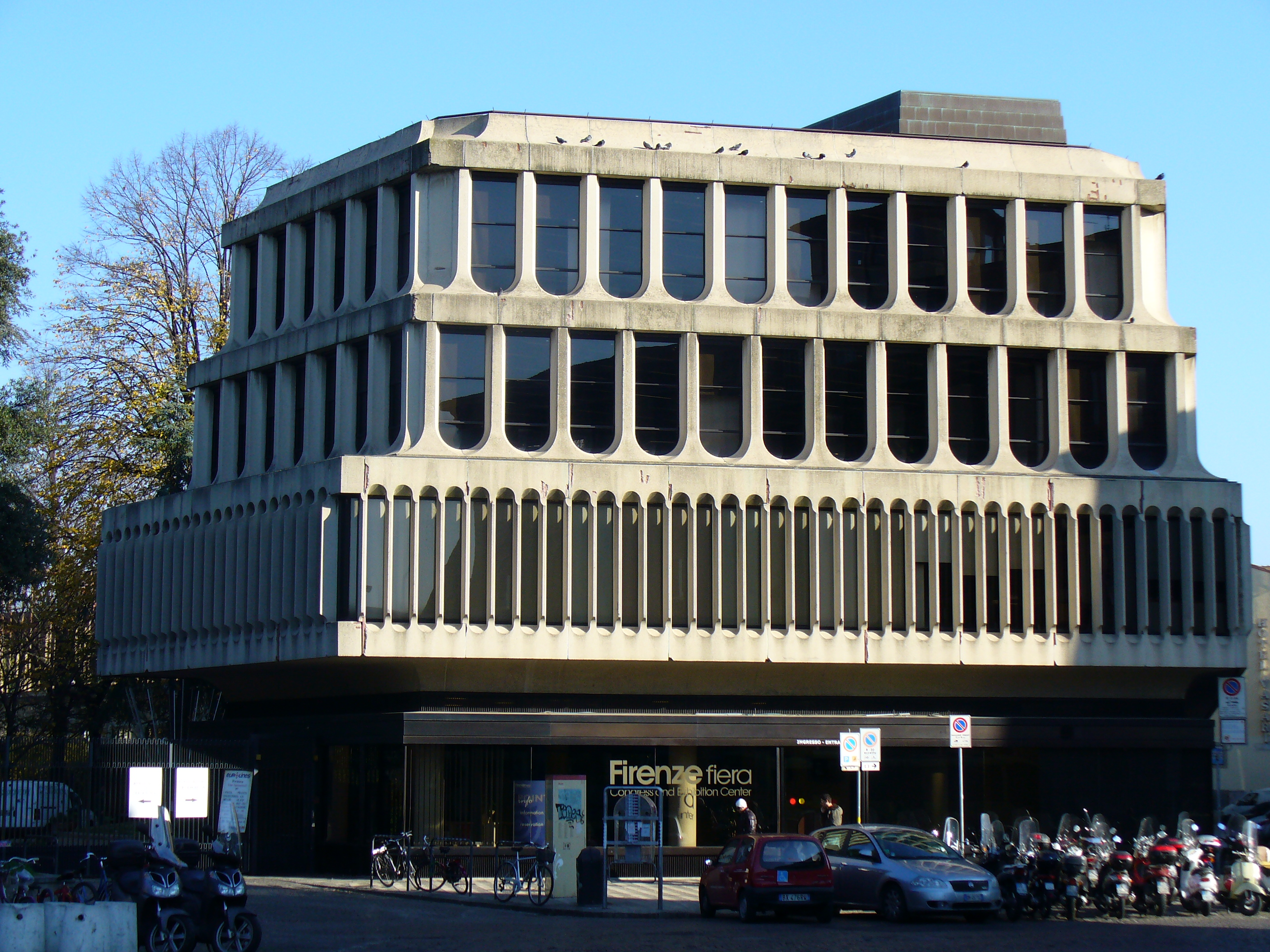
Un lato del Palazzo degli Affari visto da Piazza Adua

Un accesso al palazzo dei congressi si ha entrando da piazza Adua.
Ha sede nell'ottocentesca Villa Vittoria, la struttura fatta costruire dalla famiglia Stiozzi-Ridolfi e poi passata ai Contini-Bonacossi. È situata a pochi passi dal centro storico ed è circondata da un parco, è integrato da un Auditorium che può ospitare fino a 1.000 persone

### Palazzo degli Affari
Il Palazzo degli Affari, inaugurato nel 1974, è una moderna struttura di 4.000 m2 progettata dall'architetto Pierluigi Spadolini situata in piazza Adua. Ha una capacità complessiva di 1.800 persone ed accoglie convegni e manifestazioni espositive, poster session, sale stampa, défilé di alta moda oltre a colazioni di lavoro e gala dinner. Dall'attico del Palazzo si può ammirare il panorama di Firenze e dell'ampio parco secolare, che collega la struttura del palazzo dei Congressi.

### Fortezza da Basso

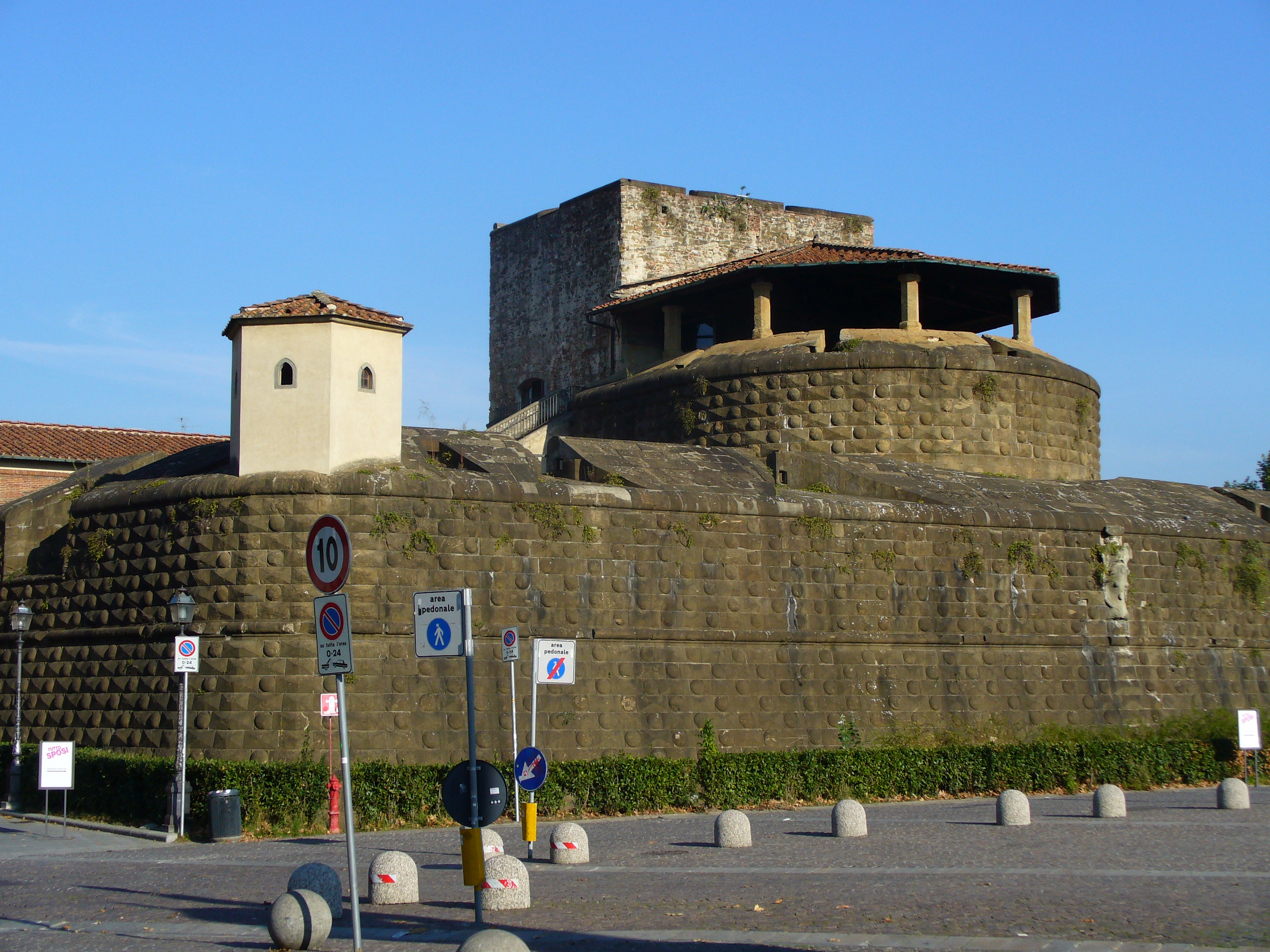
Fortezza da Basso

È una grande struttura polivalente, circondata dai Viali di Circonvallazione e collegata al Palazzo dei Congressi tramite piazza Bambine e Bambini di Beslan, è formata da vari padiglioni, tra i quali il più grande è il Padiglione Spadolini.
Vi si tengono tantissimi concerti, esposizioni, manifestazioni e meeting.